# Magnolia sinica
Magnolia sinica este o specie de plante din genul Magnolia, familia Magnoliaceae. A fost descrisă pentru prima dată de Yuh Wu Law, și a primit numele actual de la Hans Peter Nooteboom. A fost clasificată de IUCN ca specie pe cale de dispariție (stare critică). Conform Catalogue of Life specia Magnolia sinica nu are subspecii cunoscute.